# Lajos Jekelfalussy

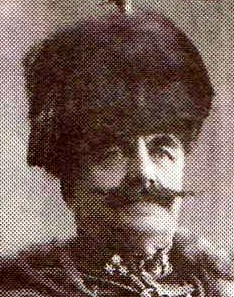
Lajos Jekelfalussy

Lajos Jekelfalussy von Jekel- und Margitfalva  (* 1. Oktober 1848 in Szacsúr, Komitat Zemplén; † 22. Juli 1911 in Budapest) war ein ungarischer Feldzeugmeister und von 1906 bis 1910 k.u. Landesverteidigungsminister.

## Leben
Jekelfalussy entstammte einem alten Adelsgeschlecht aus Oberungarn, das bereits seit 1224 nachweisbar ist. Nach Besuch der Militär-Oberrealschule Mährisch Weißkirchen trat er als Leutnant in die k.u. Landwehr ein. Von 1876 bis 1878 besuchte Jekelfalussy die Militärschule in Wien und wurde anschließend zur Generalstabsabteilung des Militärkommandos in Kassa eingeteilt. 1879/1880 war er Lehrer an der Ludovika-Akademie in Budapest. Später wurde er ins k.u. Landesverteidigungsministerium eingeteilt und wurde Adjutant von Erzherzog Joseph. 1890 wurde er zum Oberst ernannt und wurde Befehlshaber des 12. Honvéd-Infanterieregiments in Szatmárnémeti. 1896 wurde er zum Generalmajor und drei Jahre später Befehlshaber des V. Honvéd-Wehrbezirks in Székesfehérvár. 1905 wurde er in das Oberkommando der k.u. Landwehr eingeteilt und zum k.u.k. Feldmarschalleutnant ernannt. Im Folgejahr wurde er Feldzeugmeister und als Mitglied der Verfassungspartei (Alkotmánypárt) Reichstagsabgeordneter des Wahlbezirks Zólyom im Komitat Zólyom. Wenig später wurde er in der Regierung von Sándor Wekerle zum k.u. Landesverteidigungsminister ernannt. Jekelfalussy starb 1911 und wurde in der Familiengruft in Lontó, Komitat Hont bestattet.